# Degerbergets naturreservat
Degerbergets naturreservat är ett naturreservat i Umeå kommun i Västerbottens län.
Området är naturskyddat sedan 2024 och är 164 hektar stort. Reservatet ligger väster om Umeå på Degerberget och består av hällmarkstallskogar och grandominerade barrblandskogar samt några små myrar.